# Malesherbia corallina
Malesherbia corallina là một loài thực vật có hoa trong họ Lạc tiên. Loài này được Munoz, Melica & R. Pinto mô tả khoa học đầu tiên năm 2003.